# Johann Nepomuk Pauer von Budahegy
Johann Nepomuk Pauer von Budahegy (německy Johann Nepomuk Carl Pauer Edler von Budahegy) (24. srpna 1830 Rijeka – 12. února 1885 Rijeka) byl rakousko-uherský admirál, přírodovědec a spisovatel. Po několikaleté službě u obchodního loďstva vstoupil v roce 1848 k c. k. námořnictvu a v mládí se zúčastnil několika válek. Mezinárodního uznání dosáhl jako autor dvou knih se zaměřením na přírodní poměry Středomoří. V roce 1879 dosáhl hodnosti kontradmirála a svou kariéru završil jako velitel oblastního námořního velitelstvi v Terstu (1879–1884).

## Životopis

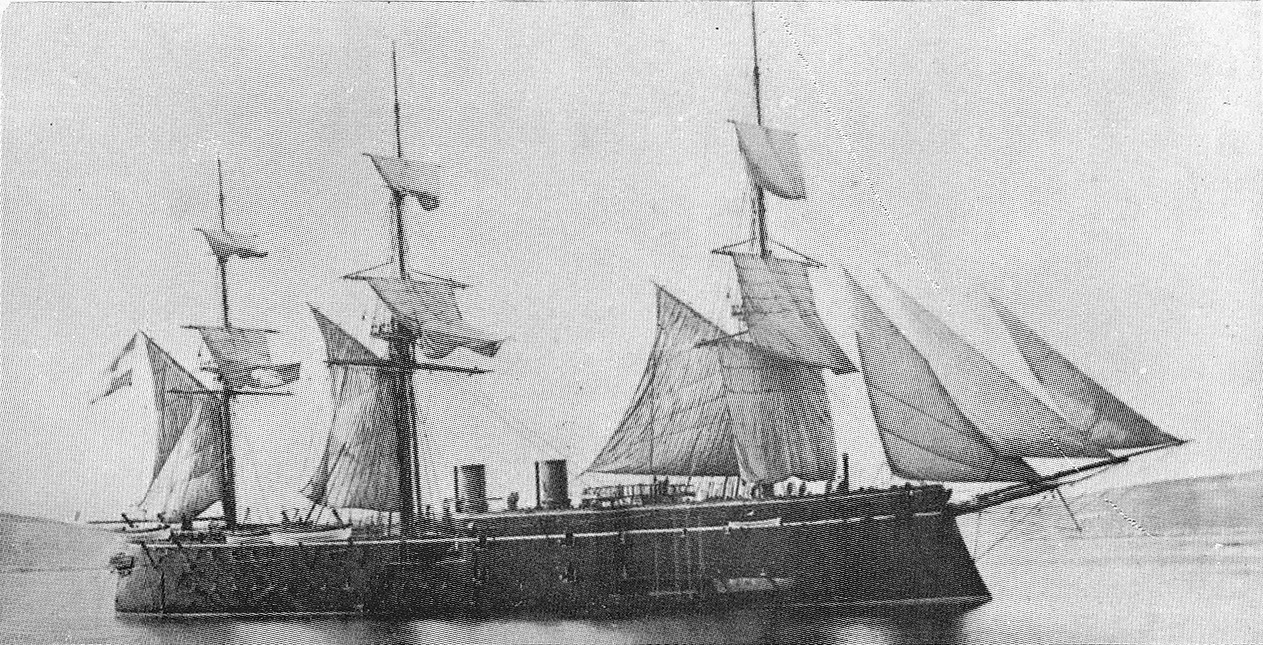
SMS Custozza, vlajková loď kapitána Pauera v letech 1875–1877

Pocházel z německé rodiny usazené v Uhrách, byl synem Karla Josefa Pauera (1798–1864), dvorního rady u nejvyššího soudního dvora, matka Caterina, rozená Franul von Weißenthurn (1808–1866), patřila ke staré patricijské rodině v Rijece. Johann v rodné Rijece absolvoval reálku, kde poté pokračoval ve studiu na námořní škole. V roce 1843 vstoupil jako dobrovolník k obchodnímu loďstvu, s nímž absolvoval řadu cest po Středomoří, ale i v Atlantiku, Severním nebo Černém moři.
V roce 1848 vstoupil jako kadet k c. k. námořnictvu a během revolučních bojů v roce 1849 se zúčastnil blokády Benátek a Ancony. Již v roce 1849 získal hodnost praporčíka a poté vystřídal službu na různých lodích. Od roku 1852 působil jako učitel matematiky a knihovník na nově zřízené C. k. námořní akademii v Terstu, později byl také velitelem jednotek námořní pěchoty. Postupoval v hodnostech (poručík II. třídy 1854, poručík I. třídy 1856) a jako první důstojník na fregatě SMS Radetzky absolvoval cesty po Středomoří a na Blízký východ (1857–1859). V roce 1859 se zúčastnil války se Sardinií a poté sloužil mimo jiné u námořní základny v Pule.
V hodnosti fregatního kapitána (23. března 1861) byl velitelem dělového člunu SMS Hum a poté zastával post zástupce velitele námořní základny v Terstu (1864–1866). Během války s Itálií byl velitelem fregaty SMS Bellona (1866), další dva roky strávil jako velitel na palubě fregaty SMS Adria (1866–1868) a k datu 19. ledna 1868 byl povýšen na kapitána řadové lodi. V roce 1869 jako velitel císařské jachty SMS Greif doprovázel Františka Josefa ke slavnostnímu otevření Suezského průplavu.
V letech 1870–1875 byl velitelem námořní pěchoty v Pule s přidělením cvičné lodi SMS Bellona. Další dva roky strávil jako velitel obrněné lodi SMS Custozza jako vlajkové lodi eskadry (1875–1877). K datu 1. listopadu 1879 byl povýšen do hodnosti kontradmirála a v letech 1879–1884 byl nakonec velitelem námořní základny v Terstu, kde zároveň vedl stálou komisi pro výstavbu lodí. Od června do prosince 1883 byl dočasně velitelem eskadry na vlajkové lodi SMS Lissa, poté se vrátil do Terstu. K datu 1. května 1884 byl penzionován.
Po odchodu do výslužby se usadil v Rijece, kde o necelý rok později zemřel na následky mrtvice ve věku 54 let (12. února 1885).
V roce 1861 se v Rijece oženil s Idou Rosou von Gelcich. Měli spolu dvě děti, syn Franz Josef (1872–1876) zemřel ve čtyřech letech na záškrt. Dcera Gisela (*1867) byla manželkou c. k. polního podmaršála barona Heinricha von Fiedlera (1856–1932), viceprezidenta Nejvyššího vojenského soudního dvora.

## Dílo
Celoživotně se zajímal o různé vědní obory a byl autorem dvou knih vydaných v italštině (jako autor byl uveden pod jménem Giovanni Carlo Páuer de Budahegy). Iniciátorem vzniku první knihy o přírodních poměrech pobřeží Jaderského moře byl tehdejší vrchní velitel rakouského námořnictva arcivévoda Ferdinand Maxmilián a díky tomuto patronátu dosáhl Pauer mezinárodního uznání a členství v řadě vědeckých společností. Kromě toho vlastnil také významné přírodovědné sbírky a udržoval korespondenci se zahraničními vědci i panovníky (Jiří I. Řecký). Usiloval také o zřízení archivu c. k. námořnictva, který byl založen v Terstu až po jeho smrti.
- Sulla necessita d'un aumento dell'illuminazione marittima lungo le coste del Mare Adriatico; Rijeka, 1863[18]
- Portolano della Grecia, Turchia, Egitto, Rijeka, 1871

## Tituly a ocenění
Užíval šlechtický titul s predikátem Edler von Budahegy, který v roce 1859 získal jeho otec. Predikát Budahegy byl odvozen od stejnojmenného vrcholu v severním Maďarsku, kde se rodina v několika generacích uplatňovala ve státní správě těžby drahých kovů. Johann Nepomuk Pauer v návaznosti na své tiskem vydané práce získal členství v řadě vědeckých společností a institucí v Rakousku-Uhersku i v zahraničí (Štýrský Hradec, Lublaň, Sibiu, Zhořelec). Obdržel také čestné občanství v Terstu a Rijece, v Rijece se v roce 1883 stal i členem Obchodní a průmyslové komory. Během služby u námořnictva se stal nositelem několika rakousko-uherských i zahraničních vyznamenání. Kolekce jeho ocenění přešla dědictvím na spřízněnou rodu Fiedlerů a dnes je uložena ve Vídni.

### Rakousko-Uhersko
- rytířský kříž Leopoldova řádu (1869)
- Služební odznak pro důstojníky III. třídy (1869)
- Válečná medaile (1873)

### Zahraničí
- komandérský kříž Řádu Spasitele (1871, Řecko)
- komandérský kříž Řádu Františka I. (1871, Království Obojí Sicílie)
- Řád Osmanie III. třídy (1871, Osmanská říše)